# Guillermo Forteza y Valentín
Guillermo Forteza y Valentín (Palma, 1830-Palma, 1873) fue un escritor y poeta español.

## Biografía
Nació en Palma de Mallorca el 13 de marzo de 1830. Escritor y poeta, fue premiado en certámenes provinciales, perteneció al Cuerpo de Archiveros y Bibliotecarios y en Madrid fue redactor de El Reino (1859-1866) y colaborador de La Época, La América, El Teatro y otras publicaciones. Falleció en su ciudad natal el 30 de diciembre de 1873.